# Johann
Johann ist ein männlicher Vorname.

## Herkunft und Bedeutung
Die Kurzform Johann kommt von Johannes und bedeutet aus dem Hebräischen kommend „JHWH ist gnädig“ bzw. „der Herr ist gnädig“.

## Namenstag
Für Johann/Johannes gibt es mehrere Namenstage:
- 16. Mai: Johann von Nepomuk
- 24. Juni: Johannes der Täufer, (Johannistag)
- 27. Dezember: Apostel Johannes

## Namensträger

### Einzelname
- Johann (1335–1386), Klosterpropst des Klosters Uetersen
- Johann von Akkon (Johann von Brienne; 1227–1296), Großmundschenk von Frankreich aus dem Haus Brienne
- Johann von Bucca († 1430), Bischof von Leitomischl und von Olmütz
- Johann von Capua, zum Christentum konvertierter jüdischer Literat des 13. Jahrhunderts
- Johann von Glogau (≈1445–1507), Philosoph und Mathematiker
- Johann von Meda (1100–1159), italienischer Mönch und Gründer des Humiliaten-Ordens; von der katholischen Kirche heiliggesprochen
- Johann von Soest, ein in der zweiten Hälfte des 15. Jahrhunderts tätiger Maler
- Johann von Wesel (auch Hanns vom Hain;; 1425–1481), spätmittelalterlicher Theologe
- Johann von Wiesbaden (frz. Jean Gispaden; zweite Hälfte des 15. Jahrhunderts), deutscher Wundarzt aus Wiesbaden
- Johann von Würzburg, mittelhochdeutscher Dichter des 13. und 14. Jahrhunderts

### Vorname
- Johann Jakob Astor (1763–1848), deutsch-amerikanischer Unternehmer und erster Multimillionär Amerikas
- Johann Attenberger (1936–1968), deutscher Motorradrennfahrer
- Johann Christian Bach (1735–1782) (auch der „Londoner Bach“), deutscher Komponist, Johann Sebastians Sohn
- Johann Sebastian Bach (1685–1750), deutscher Komponist
- Johann Georg Bäßler (1753–1807), deutscher evangelischer Kirchenmusiker und Komponist
- Johann Bednar (1947) österreichischer Schauspieler
- Johann van Beethoven (1740–1792), Vater von Ludwig van Beethoven
- Johann Brokoff (1652–1718), böhmischer Barockbildhauer
- Johann Chua, philippinischer Poolbillardspieler
- Johann Christoph Denner (1655–1707), Erfinder der Klarinette
- Johann Ngounou Djayo (* 2001), deutscher Fußballspieler
- Johann Alexander Döderlein (1675–1745), Weißenburger Gelehrter
- Johann Ettmayer (1946–2023), österreichischer Fußballspieler
- Johann Christoph Fesel (1737–1805), Hofmaler
- Johann Figl (* 1945), österreichischer Religionswissenschaftler
- Johann Wolfgang von Goethe (1749–1832), deutscher Dichter
- Johann Grahsl (1887–1945), österreichischer römisch-katholischer Priester
- Johann Grégoire (* 1972), französischer Freestyle-Skier
- Johann Hölzel, besser bekannt als Falco (1957–1998), österreichischer Pop-Rock-Sänger und Musiker
- Johann Klör (1751–1818), deutscher Obstbauer, Imker, Leinenweber und Kleinbauer
- Johann Lafer (* 1957), österreichischer Koch, Unternehmer und Sachbuchautor
- Johann Metz (1809–1887), österreichischer Baumeister und Kammerfunktionär
- Johann Michael Lang (1664–1731), deutscher lutherischer Theologe, Geistlicher und Hochschullehrer
- Johann Michael Leonhard (1782–1863), österreichischer Geistlicher, Bischof von St. Pölten und Militärbischof
- Johann Mattheson (1681–1764), deutscher Komponist und Opernsänger
- Johann Nesenus (≈1550–1604), norwegischer Komponist
- Johann von Neumann (1903–1957), deutsche Namensform des ungarisch-US-amerikanischen Mathematikers John von Neumann
- Johann Nobis (1899–1940), österreichischer Kriegsdienstverweigerer und NS-Opfer
- Johann Pachelbel (1653–1706), deutscher Komponist
- Johann Raithel (1897–1961), deutscher General
- Johann Strauß (1590–1630), deutscher Mathematiker
- Johann Strauss (Vater) (auch Johann Strauss I; 1804–1849), österreichischer Kapellmeister und Komponist
- Johann Strauss (Sohn) (auch Johann Strauss II; 1825–1899), österreichischer Kapellmeister und Komponist
- Johann Strauss (Enkel) (auch Johann Strauss III; 1866–1939), österreichischer Kapellmeister und Komponist
- Johann Christoph von Strauß († 1686), deutscher Generalmajor
- Johann Gottfried Strauß (1718–1779), deutscher Prediger
- Johann Michael Strauß (1628–1692), deutscher lutherischer Theologe
- Johann Gottfried Walther (1684–1748), deutscher Komponist
- Johann von der Wisch (≈ 1455–1527), Domherr zu Schleswig und Klosterpropst zu Uetersen
- Johann Zarco (* 1990), französischer Motorradrennfahrer

### Familienname
- Alexius Johann (1753–1826), deutscher Augustiner-Pater, Gymnasialprofessor, Komponist und Konstrukteur astronomischer Uhren
- Alfred E. Johann (eigentlich Alfred Ernst Johann Wollschläger, 1901–1996), deutscher Reiseschriftsteller
- Andreas Johann, deutscher Volleyballspieler und Paralympionide
- Baptist Johann (1765–1826), deutscher Augustiner-Pater
- Cameron Johann (* 1972), US-amerikanischer Filmproduzent und Schauspieler
- Ernst Johann (1909–1980), deutscher Schriftsteller und Journalist
- Franz Johann (* 1996), deutscher Radiomoderator
- Hermann Heinrich Johann (1821–1884), deutscher Landschaftsmaler
- Hubert-Peter Johann (1933–2001), deutscher Ingenieur und Umweltexperte
- Michael Johann (* 1963), österreichischer Politiker (GRÜNE) und Forstwirt
- Philip Grot Johann (Philip Grot-Johann; 1841–1892), deutscher Maler, Graphiker, Radierer, Zeichner und Illustrator, siehe Philipp Grotjohann
- Sandra Johann (* 1985), deutsche Politikerin (CDU), MdL Saar
- Zita Johann (1904–1993), US-amerikanische Schauspielerin

## Orte
- Johannstadt in Dresden

Für Orte Sankt Johann, St. Johann: siehe Sankt Johann